# フォンテーヌブロー条約 (1631年)
フォンテーヌブロー条約（フォンテーヌブローじょうやく、独: Vertrag von Fontainebleau, 仏: Traité de Fontainebleau）は、1631年5月30日、バイエルン選帝侯マクシミリアン1世とフランス王国の間で締結された条約。
条約により、同じくカトリック国家である両国は三十年戦争での同盟を成立させた。

## 内容
8年間という期限付きのこの条約では、バイエルンが攻撃されるときにフランスが軍事援助することが定められた。フランスはまたバイエルンの選帝侯位と上プファルツの領有を承認した。マクシミリアン1世はハプスブルク家の神聖ローマ帝国軍などフランスの敵国を援助しないことを約束した。

## その後
条約はすぐに無意味であることが判明した。条約が締結された同年、プロテスタントのスウェーデン王グスタフ2世アドルフがバイエルンに侵攻したが、フランスはバイエルンを援助しなかった。フランスはバイエルンがスウェーデンを先に攻撃したため、フォンテーヌブロー条約が無効になったと主張した。また、フランスのリシュリュー枢機卿はスウェーデンが対ハプスブルク戦争においてバイエルンの中立を尊重すると考えていた。
フォンテーヌブロー条約がバイエルンの防衛に何ら貢献しなかったため、マクシミリアン1世は代わりに皇帝フェルディナント2世との同盟を選択した。